# Intelligenza sociale
L'intelligenza sociale è la capacità di relazionarsi con gli altri in maniera efficiente, costruttiva e socialmente compatibile. Attraverso di essa è possibile rendere piacevole la vita degli altri, anche se un suo utilizzo scorretto può portare a conseguenze negative come l'autocompiacimento e l'altrui manipolazione. Infatti è bene che ogni persona nell'interagire con le altre persone sia in grado di abbandonare l'interesse egotico individuale per porre l'attenzione sulle esigenze degli altri. Solitamente questo tipo di logica intellettiva è presente negli individui dotati di grande senso autocritico e di spiccata vena creativa. I suoi aspetti più importanti sono due: l'empatia e la comunicazione.

## Storia
Nonostante il concetto di "Intelligenza sociale" sia nato molti anni fa, un secolo circa, rimane attualmente uno dei capi di ricerca che maggiormente interessa gli esperti di psicologia sociale, in quanto capire tutti i meccanismi con cui le persone instaurano rapporti sociali e si relazionano con gli altri non è un argomento di facile spiegazione. La prima definizione di intelligenza sociale risale al 1922 grazie allo psicologo americano Edward Lee Thorndike. Daniel Goleman, psicologo californiano, nel 1995 introdusse un nuovo concetto, quello di intelligenza emotiva e nel 2006, ha reso noto anche quello di intelligenza sociale.

## Studi sull'intelligenza sociale
Nell'intelligenza sociale si annidano due significati diversi. Il primo fa riferimento all'origine e ai condizionamenti sociali che influenzano l'intelligenza umana, il secondo allude alla sua possibile applicazione alla realtà sociale e alle relazioni interpersonali. Nel secondo significato l'intelligenza sociale può essere destinata a due finalità: comprendere fenomeni della società e dall'altro a comprendere le interazioni ed a prevedere le ricadute che i comportamenti individuali e di gruppo possono avere sulle altre persone. Intelligenza sociale è la competenza sempre rinnovabile e migliorabile che ci consente di costruire relazioni soddisfacenti con le altre persone nella più vasta sfera dei rapporti sociali. Non c'è intelligenza sensuale senza intelligenza sociale e non c'è quest'ultima senza intelligenza interpersonale.
La conoscenza di sé, ovvero l'intelligenza intrapersonale, è un passaggio obbligato, ineliminabile per lo sviluppo dell'intelligenza sociale.
Le persone, come ci dimostra la comune esperienza, non agiscono con eguale intelligenza sociale. Doti naturali, attitudini così come risorse, cognizioni sociali, aspettative, valori e competenze emozionali, influenzano i processi di apprendimento e confluiscono in quella che chiamiamo intelligenza sociale, che consiste nella capacità da un lato di risolvere problemi di natura interpersonale e intrapersonale, e dall'altro di intrattenere rapporti sociali.
L'intelligenza sociale è l'insieme delle capacità che, nel complesso consentono di risolvere problemi sociali, interpersonali, di comunicare con gli altri, di saper tenere delle azioni che siano finalizzate con gli scopi che ci si prefigge sulla base delle proprie motivazioni e valori.
Un ingrediente fondamentale dell'intelligenza sociale è la comprensione dell'ambiente umano e delle situazioni in cui ci veniamo a trovare.
L'intelligenza sociale è un insieme di dimensioni per definire, misurare e sviluppare tale capacità. Nel tempo si è arrivati a cinque dimensioni distinte:
1) consapevolezza situazionale: "radar sociale" che comprende e interpreta gli atteggiamenti dell'individuo che agiscono in termini di possibili intenzioni, stati emotivi e propensione ad interagire;
2) presenza: "portamento" cioè insieme di segnali (aspetto, postura, movimenti impercettibili) che gli altri elaborano per ottenere una impressione valutativa della persona;
3) autenticità: i "radar sociali" sulla base del nostro comportamento (vari segnali) ci giudicano come persone oneste, aperte, etiche, affidabili o false;
4) chiarezza: la capacità di esprimere chiaramente le nostre idee e opinioni in maniera accurata e chiara ci consente di guadagnare la collaborazione degli altri;
5) empatia: capacità di condividere un sentimento tra due individui cioè "simpatizzare" con lui. Capacità di immedesimarsi con l'altro.

### Empatia: ingrediente fondamentale dell'intelligenza sociale dal modello S.P.A.C.E
Empatia significa essere attenti ai sentimenti altrui immedesimandosi e collaborando con loro.
È affinità tra due persone che si sostengono, condividono, collaborano più facilmente se attratti da reciproco sentimento e rispetto; al contrario l'antipatia è un sentimento che allontana l'altro.
I comportamenti nocivi distruggono l'empatia, quelli costruttivi la creano.
Tre tipi di comportamento stabiliscono l'empatia:
1) attenzione: a tutti noi piace essere trattati con attenzione ed interesse attraverso segnali verbali e non verbali;
2) apprezzamento: coesistere pacificamente pur non concordando le idee altrui, manifestando accettazione;
3) accettazione: apprezzare, rispettare e accettare le persone con cui non condividiamo valori e idee per stabilire relazioni migliori; con soggetti irascibili, irrazionali e addirittura pericolosi, è importante saper ascoltare, fornire supporto, risolvere i problemi in base alle necessità altrui attraverso l'ascolto attivo, la capacità di vedere il problema con gli occhi dell'altro, creando un dialogo, trovando assieme la risposta, creando soluzioni che accontentino tutti.

## Intelligenza sociale nel lavoro
In questi ultimi anni stiamo assistendo ad un cambiamento epocale che riguarda il lavoro: l'affluenza nel mercato globale dei Paesi Orientali spinge molte aziende a trovare nuove strategie per reggere la concorrenza. Queste si esplicitano in modo tradizionale con la ricerca di nuovi prodotti, un miglior rapporto qualità prezzo, pubblicità sul Web e in modo innovativo: si cerca di creare un buon clima in azienda, delle buone relazioni in modo che i dipendenti lavorino meglio. Questa capacità è detta intelligenza sociale. Questo tipo di intelligenza è importante per chiunque si trovi ad interagire con altri soggetti come ad esempio manager, assistenti sociali o commesse; ma è fondamentale se ci si trova a lavorare in team. Importante è confrontarsi con le proprie abitudini e pensare alle relazioni che si instaurano con i colleghi in modo da arrivare allo sviluppo dell'azienda in termini di concorrenza.
Questa capacità è importante anche per evitare il formarsi di squilibri psicofisici nei lavoratori: lo stress lavoro-correlato. È dunque fondamentale, in ambito lavorativo, creare buone interazioni tra colleghi. Per raggiungere questo scopo i lavoratori devono imparare a comunicare cooperativamente: gli attori devono percepire un fine comune, dato dall'azienda e devono sentirsi valorizzati. Il loro lavoro deve svolgersi rispettando determinate regole implicitamente conosciute dai soggetti: un insieme di diritti, doveri e obblighi che tutti devono rispettare. L'azienda deve sviluppare nei lavoratori questa capacità per rendere la comunicazione efficace ed appropriata al contesto lavorativo in cui avviene.
Anche secondo Senge l'intelligenza sociale è molto importante per il vantaggio competitivo e propone un metodo per rafforzare le capacità di apprendimento nelle aziende: la learning organization noto anche come apprendimento organizzativo. Secondo questo modello i manager dovrebbero:
- insegnare ad adottare un pensiero sistemico per capire come realizzare, in modo più efficiente possibile, i cambiamenti all'interno dei sistemi;
- incoraggiare il “governo personale” delle proprie vite per imparare a sviluppare gli scopi e raggiungere i risultati prefissati;
- mettere in evidenza i “modelli mentali” per chiarirsi gli obiettivi che si vogliono raggiungere;
- creare una visione collettiva per rafforzare il senso di appartenenza al gruppo;
- permettere di lavorare in team per sviluppare competenze superiori rispetto ai singoli talenti.